# Lista de rios de Rondônia
Na Lista de Rios do Rondônia estão relacionados de forma não exaustiva os rios deste estado brasileiro. Os rios de Rondônia estão inseridos na Região hidrográfica Amazônica, e é composto pelas bacias hidrográficas do Rio Jamari, Rio Madeira, Rio Guaporé, Rio Ji-Paraná, Rio Mamoré, Rio Roosevelt, Rio Iquê e Rio Paraná-Pixuna.
Listagem por ordem alfabética dos Rios de Rondônia.

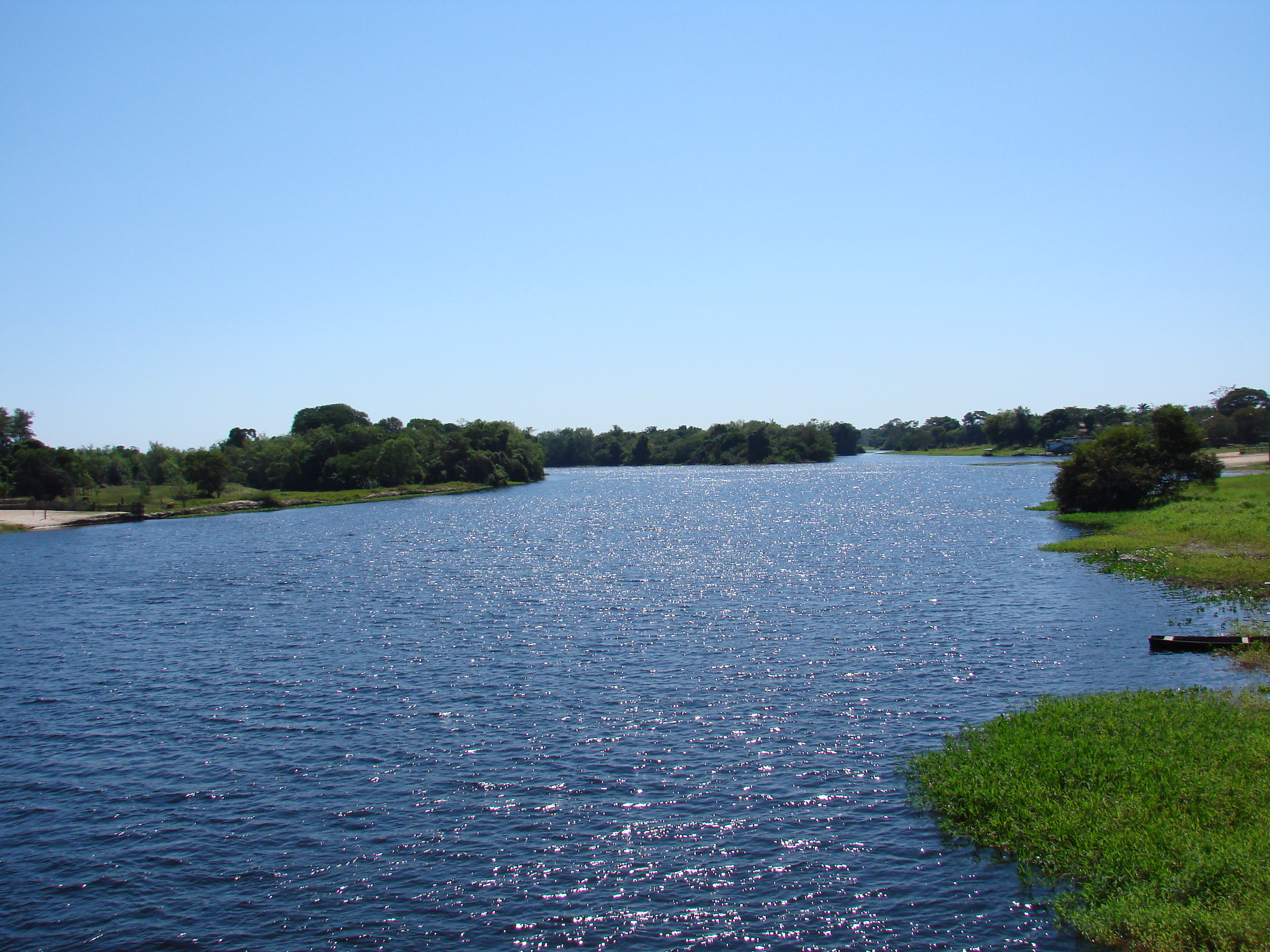
Rio Guaporé.

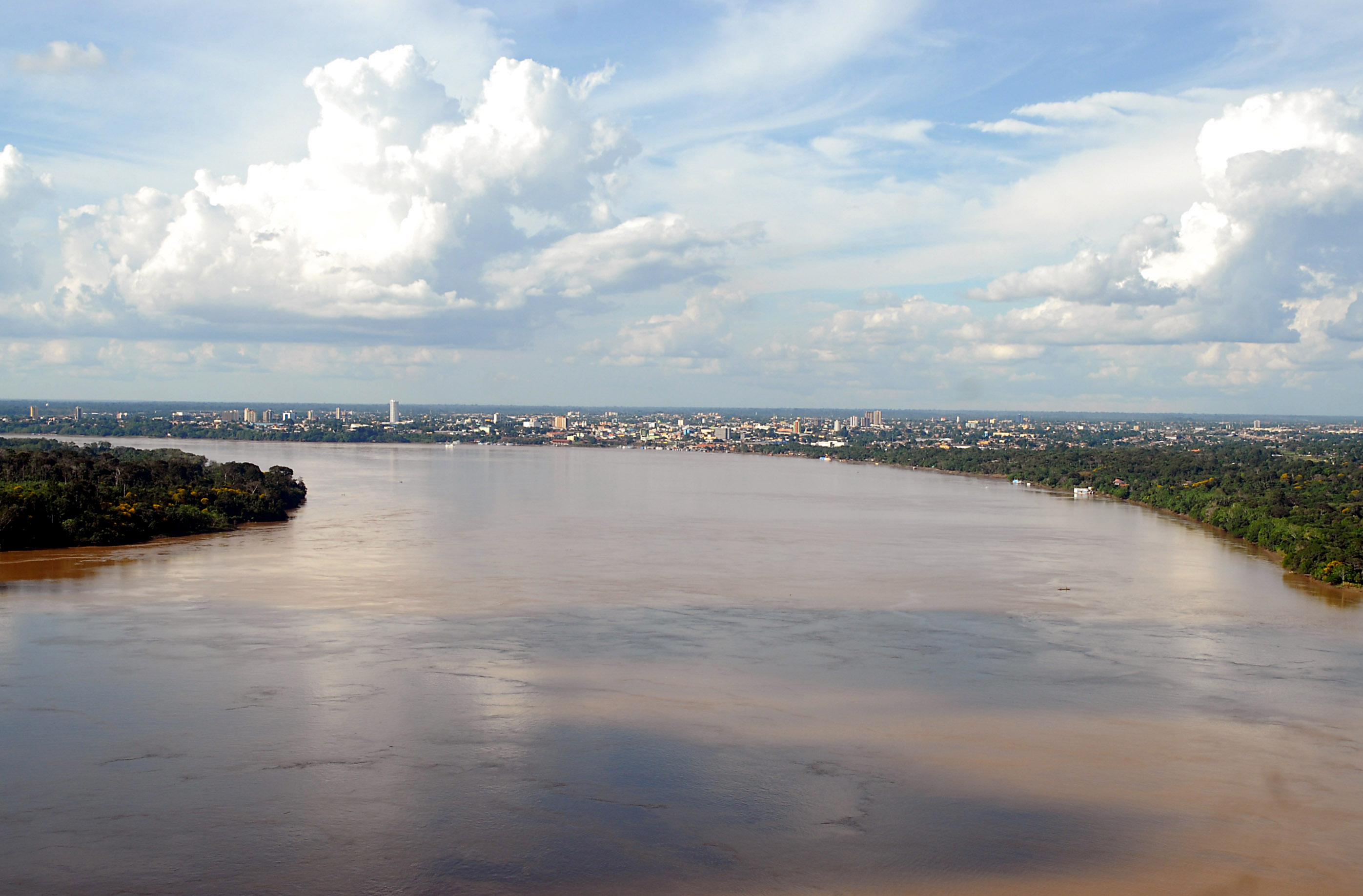
Rio Madeiras, ao fundo a cidade de Porto Velho.

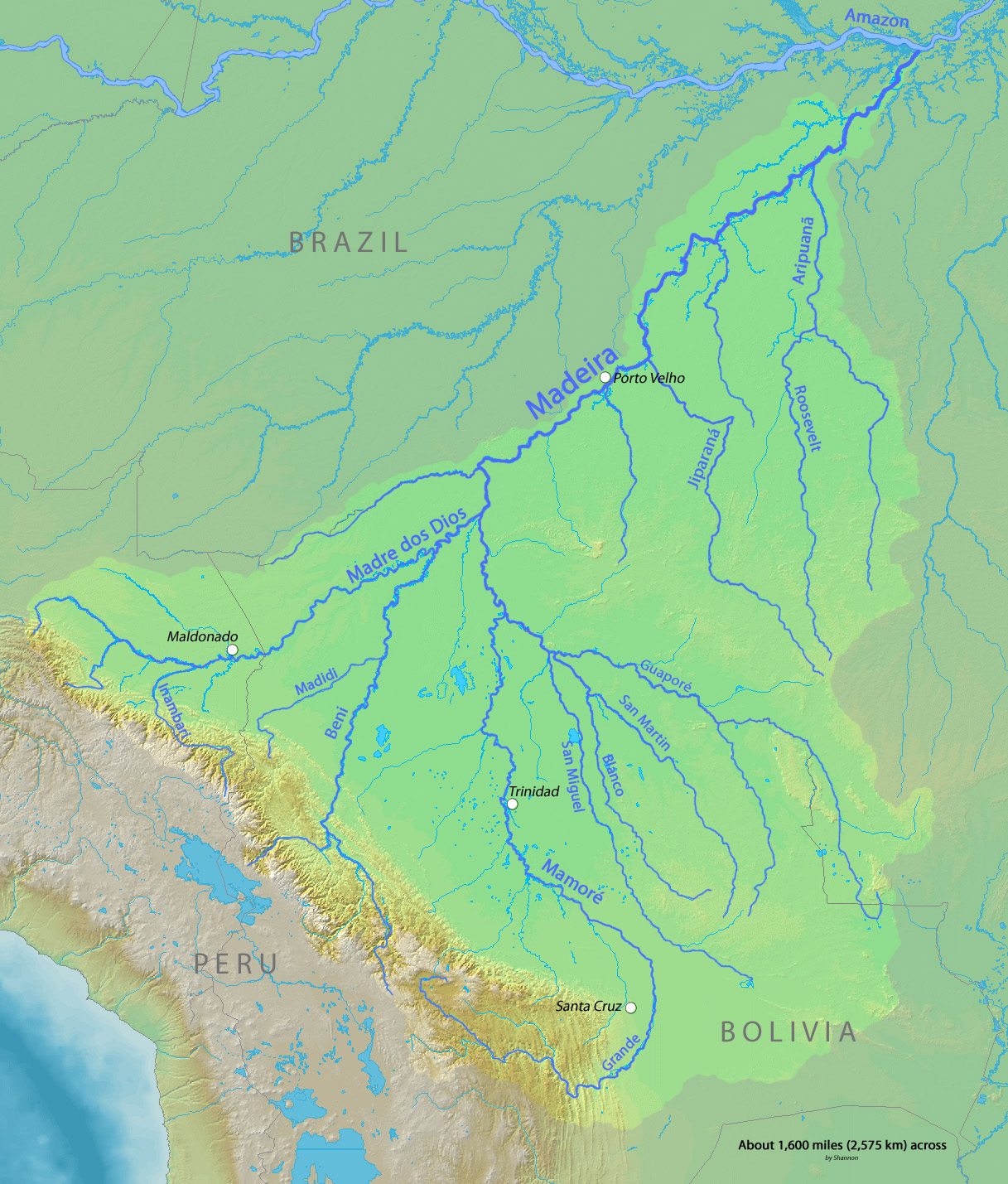
Mapa com a localização da Bacia do Rio Roosevelt.

- Rio Acangapiranga
- Rio Anari
- Rio Aponiã
- Rio Ávila
- Rio Azul São João
- Rio Bananeiras
- Rio Belém (Rondônia)
- Rio Belo (Rondônia)
- Rio Boa Vista (Rondônia)
- Rio Borboleta (Rondônia)
- Rio Cabixi
- Rio Camarana
- Rio Candeias
- Rio Capitão Cardoso
- Rio Capivara (Rondônia)
- Rio Capivari (Rondônia)
- Rio Caracol (Rondônia)
- Rio Caripunas
- Rio Colorado (Rondônia)
- Rio Corumbiara
- Rio Carumixaru
- Rio Comemoração
- Rio Curica
- Rio Cutia
- Rio da Dúvida
- Rio da Laje
- Rio das Garças
- Rio do Ouro (Rondônia)
- Rio do Urubu
- Rio dos Veados
- Rio Escondido (Rondônia)
- Rio Formoso (Rondônia)
- Rio Fortuna (Rondônia)

- Rio Guaporé
- Rio Guaraju
- Rio Iquê
- Rio Itapoana
- Rio Jaci Paraná
- Rio Jacu
- Rio Jacundá
- Rio Jaru
- Rio João Câmara
- Rio Lacerda Almeida
- Rio Machadinho
- Rio Machado
- Rio Madeira

- Rio Maicimirim
- Rio Mamoré
- Rio Massaco
- Rio Méquem
- Rio Miriti
- Rio Muqui
- Rio Mutum-Paraná
- Rio Negro (Rondônia)
- Rio Nova Floresta
- Rio Novo (Rondônia)
- Rio Omere
- Rio Ouro Fino
- Rio Ouro Preto
- Rio Pacaás
- Rio Palha (Rondônia)
- Rio Palmeira
- Rio Pardo (Rondônia)
- Rio Pimenta
- Rio Pimenta Bueno
- Rio Preto (Rondônia)
- Rio Preto do Candeias
- Rio Preto do Crespo
- Rio Quatorze de Abril
- Rio Quatro Cachoeiras
- Rio Ribeirão
- Rio Ricardo Franco
- Rio Rio Branco

- Rio Roosevelt
- Rio São Domingos (Rondônia)
- Rio São Francisco (Rondônia)
- Rio São João (Rondônia)
- Rio São Lourenço (Rondônia)
- Rio São Miguel (Rondônia)
- Rio São Pedro (Rondônia)
- Rio Soterio
- Rio Taboca
- Rio Tanaju
- Rio Tanaru
- Rio Tarumã
- Rio Tenente Marques
- Rio Terbito
- Rio Toc-forte
- Rio Trincheira
- Rio Ubirajara
- Rio Uimeerê
- Rio Urupá
- Rio Valha-me Deus
- Rio Verde (Rondônia)
- Rio Vermelho (Rondônia)